# Leopoldo Sousa Menéndez-Conde
Leopoldo Sousa Menéndez-Conde, nació en Oviedo hacia 1884 y falleció en la misma ciudad el 7 de junio de 1966, fue un abogado y político español.

## Trayectoria
Estudió Derecho en la Universidad de Oviedo, licenciándose hacia 1920, siendo compañero de promoción, entre otros, de José María Serrano Suárez, Guillermo Estrada Acebal o Sebastián Miranda.
En la dictadura de Primo de Rivera fue jefe de somatenes de la 8.ª Región.
Amigo personal de Francisco Franco, fue nombrado Gobernador civil de Cáceres el 9 de marzo de 1937, aunque sólo permaneció en el cargo tres días, hasta el 11 de marzo, ya que fue después nombrado Gobernador de Lugo ese mismo 11 de marzo. Cesó en el cargo en 1939.
Murió en Oviedo a los 81 años.